# 团山站 (扶余市)
团山站是一个京哈线上的铁路车站，位于吉林省扶余市团山村，建于1904年，目前为四等站，邮政编码为131203。目前该站不办理客运业务；不办理货运营业。